# دون ك. هال
دون ك. هال (بالإنجليزية: Don C. Hall)‏ هو سياسي أمريكي، ولد في 6 مارس 1867 في إيو بلين في الولايات المتحدة، وتوفي في 24 أكتوبر 1953 في جوليت في الولايات المتحدة. حزبياً، نشط في الحزب الجمهوري. وقد انتخب عضو جمعية ولاية ويسكونسن.